# Richard Percy
Sir Richard Percy of Alnwick Castle (* um 1426; † 1461) war ein englischer Ritter.

## Leben
Sir Richard Percy aus dem Haus Percy war ein Sohn von Henry Percy, 2. Earl of Northumberland und Eleanor Neville, Tochter des Ralph Neville, 1. Earl of Westmorland und Joan Beaufort, Countess of Westmorland.
Richard Percy war eine treibende Kraft zusammen mit seinem Bruder, Thomas Percy, 1. Baron Egremont, bei der Fehde zwischen dem Haus Percy und dem Haus Neville, die den Rosenkriegen voranging.
Die 1452 durch König Heinrich VI. eingesetzte Commission unter Führung von William Lucy sollte diesen Kämpfen ein Ende setzen und alle Beteiligten wurden durch den König aufgefordert die ungesetzlichen Umtriebe zu unterlassen und Sir William Lucy folge zu leisten.
Am 24. August 1453 überfielen Richard Percy und Lord Egremont mit ihren Männern die Hochzeitsgesellschaft von Thomas Neville auf deren Weg nach Hause in der Nähe von York, was in einem Scharmützel, bekannt als Skirmish of Heworth, endete.
In den folgenden Monaten beging Richard Percy etliche Angriffe, Überfälle, Vandalismus und ähnliche Aktionen gegen Ländereien und Besitzungen der Nevilles, so zum Beispiel am 9. September 1453, wo er mit einigen Männern in die Kirche von Gargrave eindrang und einen Pächter der Nevilles, Lawrence Catterall, ermorden wollte. Eine Quelle berichtet, dass dies nur durch das beherzte Einschreiten des Vicars verhindert werden konnte, einer anderen Quelle zufolge wurde Lawrence Catterall durch Percy gefangen genommen und in Cockermouth Castle inhaftiert.
Im Mai 1454 rekrutierte Richard Percy zusammen mit seinem Bruder Thomas und Henry Holland, 3. Duke of Exeter Männer für einen Aufstand gegen Richard Plantagenet, 3. Duke of York, der zu dieser Zeit Lordprotektor war. Sie wurden hierfür im Juni 1454 unter Androhung der Ächtung vor den Kronrat und den Lordkanzler, Richard Neville, Earl of Salisbury, zitiert.
Ende Oktober 1454 trafen die Armeen der Percies und Nevilles nahe einem Gut von Richard Neville, 5. Earl of Salisbury in Yorkshire, genannt Stamford Bridge, aufeinander, wo es den Nevilles gelang Richard und Thomas Percy gefangen zu nehmen. Die beiden Percy Brüder wurden zunächst nach Middleham Castle gebracht, dann in das Gewahrsam von Richard, Duke of York übergeben. Eine eingerichtete Kommission verurteilte Richard und Thomas Percy zu hohen Geldstrafen und im Anschluss wurden die beiden im Newgate-Gefängnis inhaftiert.
Richard Percy und sein Bruder blieben bis November 1456 inhaftiert, bis ihnen am 13. November die Flucht gelang. Im Juli 1457 wurde Richard aber durch die Nevilles aufgespürt und erneut in Middleham Castle inhaftiert, kurz darauf aber freigelassen bzw. laut einer anderen Quelle entkam er.
Im weiteren Verlauf der Rosenkriege kämpfte Richard Percy für das Haus Lancaster 1460 bei der Schlacht von Northampton und in Wakefield und 1461 bei der Zweiten Schlacht von St Albans und in Towton.
Am 30. Dezember 1460 erhielt Richard Percy in Wakefield durch seinen Bruder, Henry Percy, 3. Earl of Northumberland, den Ritterschlag.
Sir Richard fiel am 29. März 1461 bei der Schlacht von Towton.

## Ehe und Nachkommen
Sir Richard war verheiratet mit Catherine, Tochter des Sir Henry Neville of Thornton.